# Charles Emile Jacque

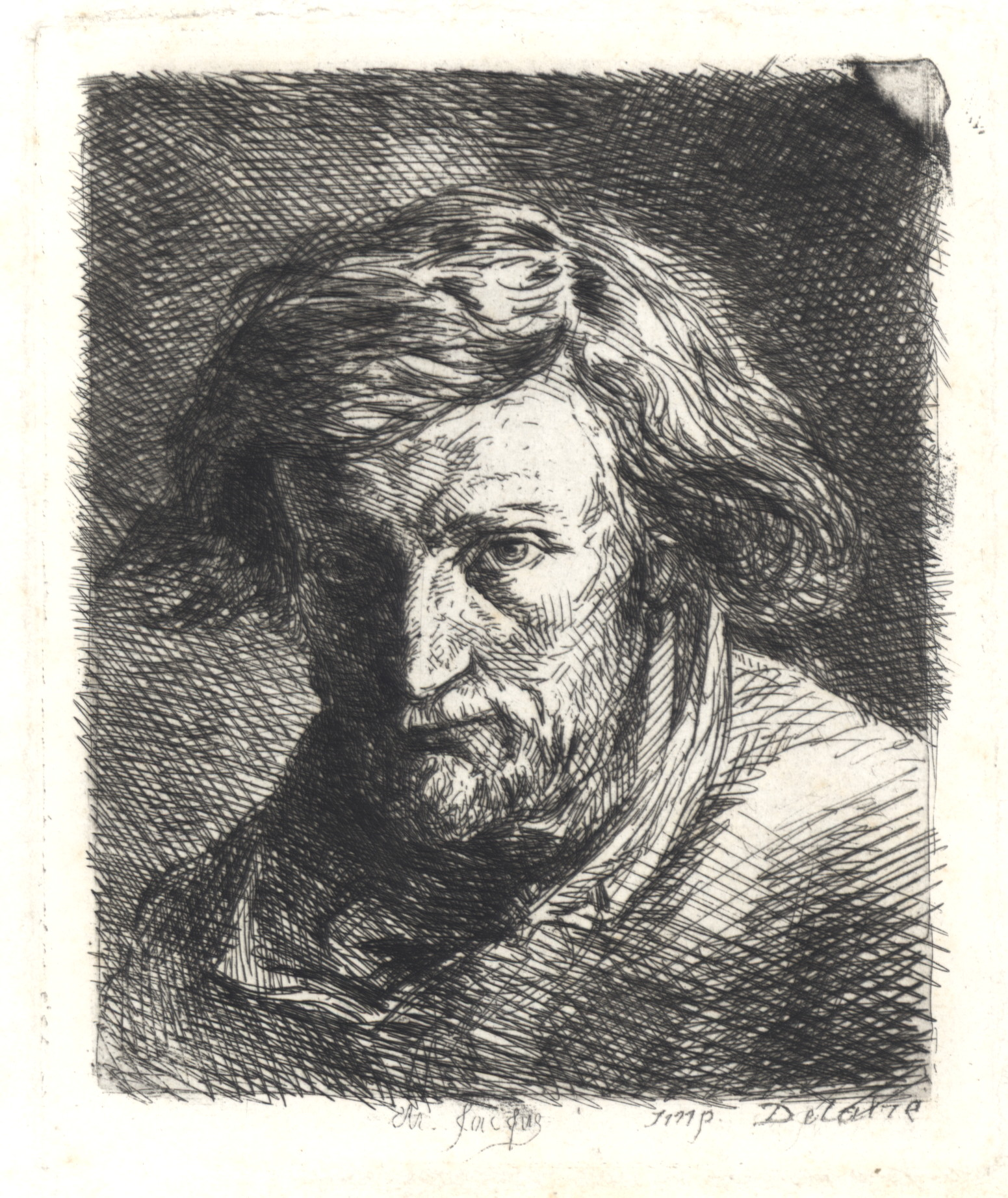
Selbstporträt, 1846

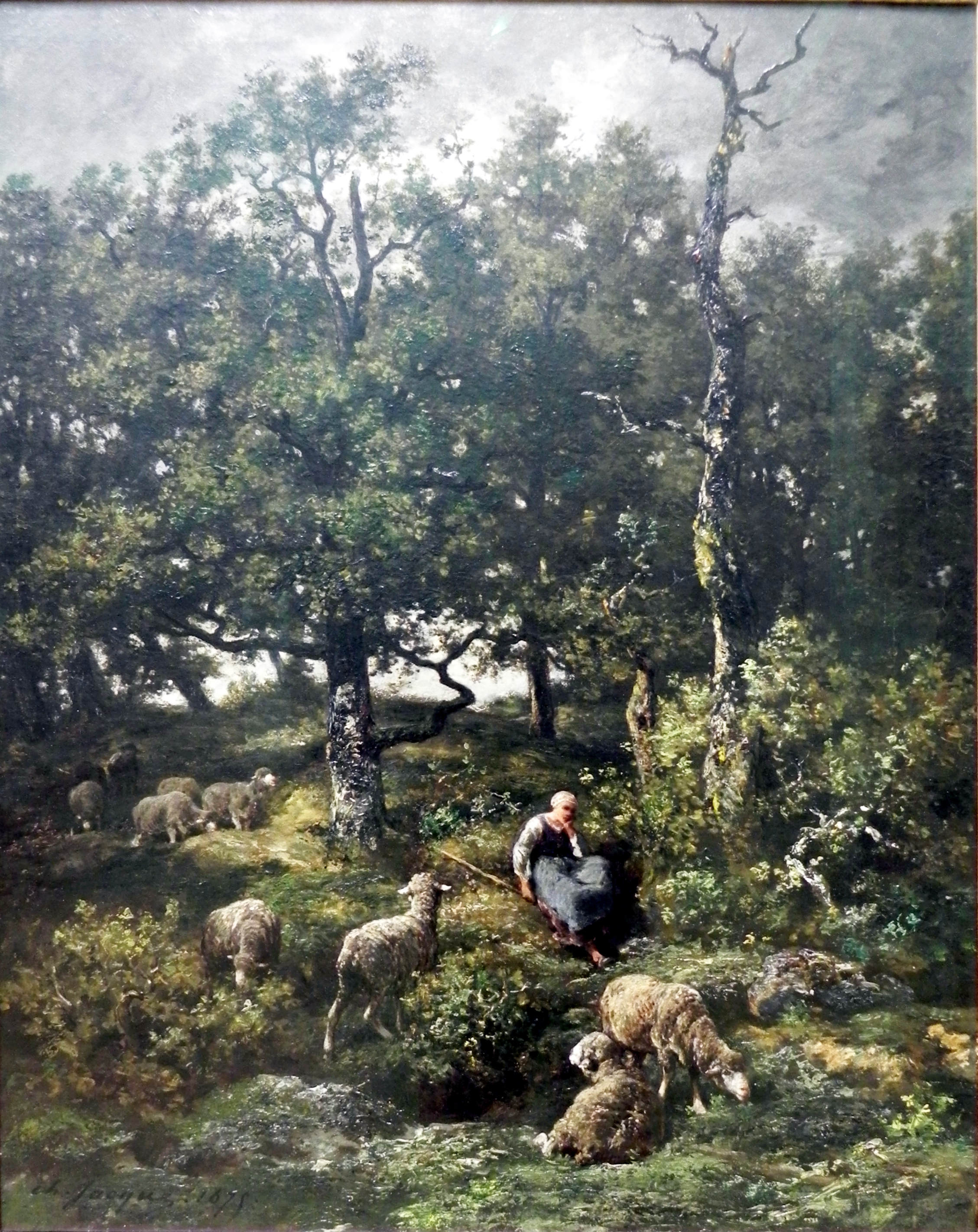
Schäferin mit Herde

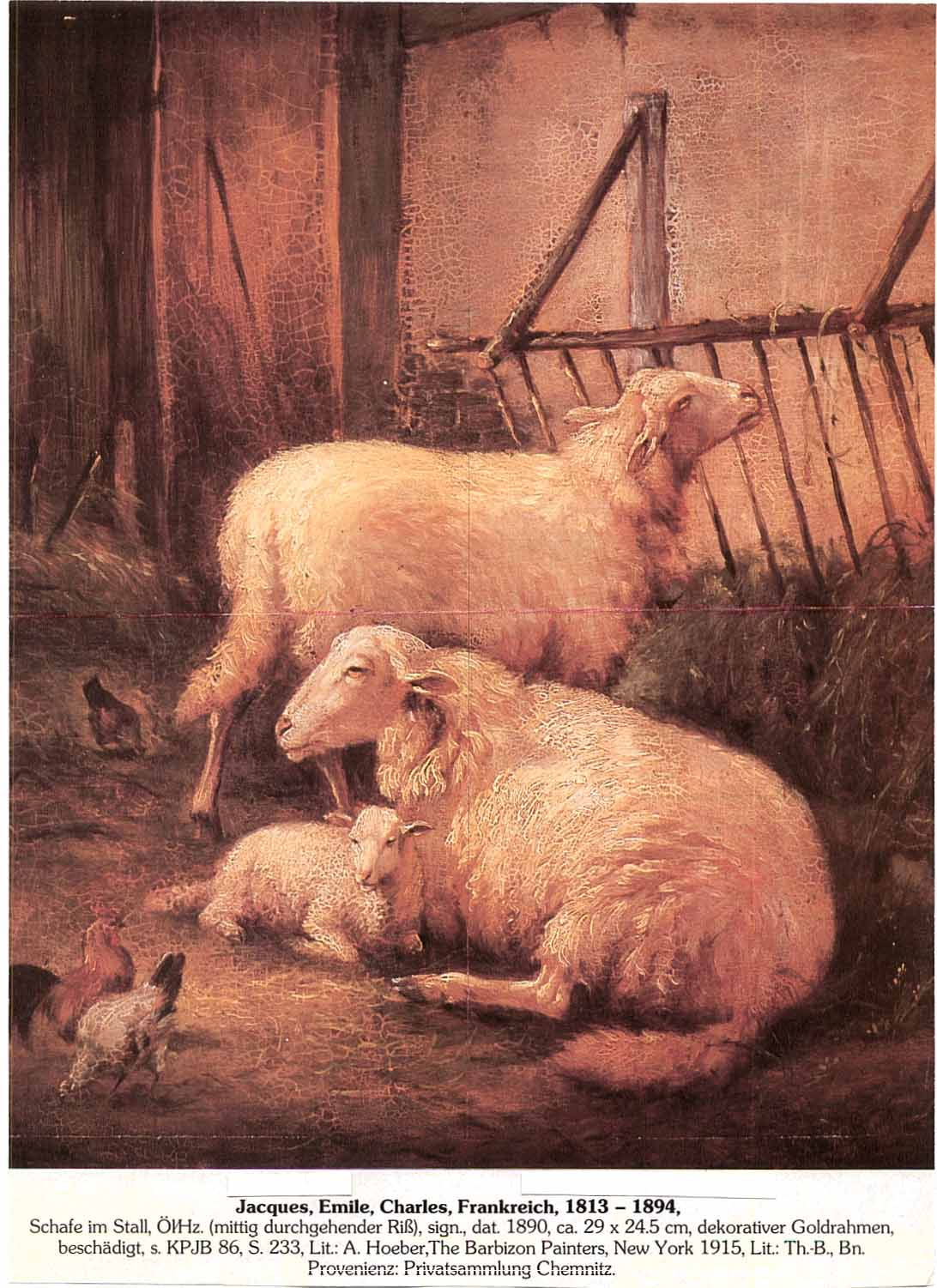
Schafe im Stall

Charles Émile Jacque (* 23. Mai 1813 in Paris; † 7. Mai 1894 ebenda) war ein französischer Maler und Grafiker und gehörte der Schule von Barbizon an.

## Leben
Jacque stammte aus einer Familie von Bauern. Er selbst erlernte in seiner Heimatstadt den Beruf des Graveurs bei einem Verlag für geografische Karten. Seine Ausbildung und seine autodidaktischen Bemühungen machten ihn zu einem Spezialisten für Holzschnitte, Kupferstiche, Lithographien und Radiererungen; letztere wurden dann auch zu seinem künstlerischen Schwerpunkt. Etwa ab 1850 arbeitete er mit der Zinkografie und verwendete sie für seine Illustrationen.
Während der Julirevolution von 1830 trat Jacque der Armee bei und zählte zu den Unterstützern des Bürgerkönigs Louis-Philippe I. Er nahm an der Belagerung der Antwerpen teil (→Belgische Revolution) und während dieser Zeit entstand seine erste Kaltnadelradierung, die Darstellung einer bäuerlichen Landschaft. 1835 verließ er die Armee im Rang eines Caporals und ließ sich für einige Zeit im Épervans (Département Saône-et-Loire) nieder, wo er bei seiner Verwandtschaft wohnte. Er bereiste das Burgund und schuf viele Skizzen und Studien des bäuerlichen Lebens, meistenteils für spätere Tierdarstellungen.
1836 unternahm Jacque eine zweijährige Studienreise nach London. Als er 1838 zurückkam, ließ er sich in Paris nieder, wo er auch ein großes Atelier unterhielt. Zusammen mit seinen Kollegen Jean-François Millet und Léon Dupuy schloss er sich dann auch Théodore Rousseau und dessen Schlue von Barbizon an. Als im Frühjahr 1849 eine Choleraepidemie in Paris ausbrach, ließ sich Jacque für längere Zeit in Barbizon nieder. Während dieser Zeit machte er auch die Bekanntschaft von Jean Best und Isidore Leloir und empfahl sich den beiden als Illustrator für ihre Zeitschrift Magasin Pittoresque.
1861 wurde er eingeladen, an der großen Jahresausstellung des Salon de Paris teilzunehmen und 1867 nahm er großem Erfolg an der Éxposition universelle d’art et d’industrie auf dem Champ de Mars in Paris teil.
Als sich nach dem Deutsch-Französischen Krieg die politische Lage wieder normalisiert hatte, erwarb Jacque in Le Croisic (Département Loire-Atlantique) das Anwesen Maison Guillaume André.
Jacque starb 1894 in Paris und fand seine letzte Ruhestätte auf dem Friedhof Père-Lachaise (Division 32). Er hatte vier Kinder, die ebenfalls künstlerisch tätig waren: Émile (1848–1912), Frédéric (1859–1931), Léon (1833–1871) und eine Tochter, die später seinen ehemaligen Schüler Camille Dufour (1841–1933) heiratete. Sein Sohn Léon zählte zu den Kommunarden und wurde während der Pariser Kommune erschossen (→Mur des Fédérés). Seine Tochter war zwar seine Schülerin, war aber nach ihrer Heirat nicht mehr künstlerisch tätig.

## Ehrungen
- 1867 Ritter der Ehrenlegion
- 1889 Goldmedaille auf der Weltausstellung in Paris

## Rezeption
In der ungekünstelten Darstellung der Natur, die zu der Zeit neu war, verehrte er die holländischen Radierer des 17. Jahrhunderts. Aber schon 1870 entdeckten die Kunstkenner, wie auch der deutsche Tiermaler Carl Jutz (1838–1916), seine hervorragenden Tierdarstellungen. Im Museum Goch war von 23. November 2014 bis 22. Februar 2015 eine vielbeachtete Ausstellung zu sehen.

## Werke (Auswahl)
- Hammelherde in einer Landschaft, Musée du Luxembourg, Paris
- Rinderherde an der Tränke, Angers (Département Maine-et-Loire)
- Hühnerhof, Beziers
- Hammelherde im Walde, Chalon-sur-Saone Marseille
- Schafherde am Feldrand, Museum der bildenden Künste Leipzig
- Im Schafstall 1853, Hamburger Kunsthalle
- Landschaft mit Schafen mit Hirt bei Sturm, 1869;
- Bauernhof, 1872
- Schafstall mit Schafen vor Krippe, Privatsammlung München
- Landschaft mit Schafen, 1872
- Hühnerhof, 1876
- Schafe im Stall, Freih. v. Liebigsche Sammlung, Reichenberg
- Schafherde im Eichenwald, Schwedisches Nationalmuseum, Stockholm
- 4 Schafbilder, Metropolitan Museum of Art, New York
- Schafe, 1877
- Der Sturm, James Staats Forbes, London
- Inneres eines Geflügelhofes, Johannes Hubertus Leonardus de Haas, Brüssel